# Ana Tatiszwili
Ana Tatiszwili (ur. 3 lutego 1990 w Tbilisi) – tenisistka reprezentująca Stany Zjednoczone, do kwietnia 2014 roku grająca dla Gruzji.

## Kariera tenisowa
Była tenisistką praworęczną z oburęcznym backhandem. Sklasyfikowana najwyżej na 50. miejscu w rankingu światowym, w październiku 2012 roku. Odniosła jedenaście zwycięstw singlowych w zawodach oraz osiem zwycięstw deblowych w turniejach rangi ITF. Treningi tenisowe rozpoczęła w wieku 4 lat. Wśród jej zainteresowań znajdowało się pływanie, natomiast jej ulubioną nawierzchnią były korty trawiaste.
We wrześniu 2011 roku Tatiszwili osiągnęła finał zawodów deblowych cyklu WTA Tour w Québecu. W meczu mistrzowskim razem z Jamie Hampton uległy Raquel Kops-Jones i Abigail Spears wynikiem 1:6, 6:3, 6–10. W 2013 roku awansowała do finału zawodów w Budapeszcie, gdzie wspólnie z Niną Bratczikową przegrały z parą Andrea Hlaváčková–Lucie Hradecká 4:6, 1:6. W sezonie 2014 odniosła deblowy triumf w Linzu, gdzie razem z Ralucą Olaru pokonały w finale Annikę Beck i Caroline Garcię 6:2, 6:1.
26 marca 2020 poinformowała o zakończeniu kariery zawodowej.

## Finały turniejów WTA
| Legenda                     | Legenda |
| --------------------------- | ------- |
| Wielki Szlem                |         |
| Igrzyska olimpijskie        |         |
| WTA Tour Championships      |         |
| 2009 – 2020                 |         |
| WTA Premier Mandatory       |         |
| WTA Premier 5               |         |
| WTA Premier                 |         |
| WTA International Series    |         |
| WTA 125K series (2012–2020) |         |

### Gra podwójna 3 (1–2)
| Końcowy wynik | Nr | Data                 | Turniej   | Nawierzchnia  | Partnerka        | Przeciwniczki                    | Wynik finału   |
| ------------- | -- | -------------------- | --------- | ------------- | ---------------- | -------------------------------- | -------------- |
| Finalistka    | 1. | 18 września 2011     | Québec    | Twarda (hala) | Jamie Hampton    | Raquel Kops-Jones Abigail Spears | 1:6, 6:3, 6–10 |
| Finalistka    | 2. | 14 lipca 2013        | Budapeszt | Ceglana       | Nina Bratczikowa | Andrea Hlaváčková Lucie Hradecká | 4:6, 1:6       |
| Zwyciężczyni  | 1. | 12 października 2014 | Linz      | Twarda (hala) | Raluca Olaru     | Annika Beck Caroline Garcia      | 6:2, 6:1       |

## Wygrane turnieje rangi ITF
| turnieje z pulą nagród 100 000 $ |
| turnieje z pulą nagród 75 000 $  |
| turnieje z pulą nagród 50 000 $  |
| turnieje z pulą nagród 25 000 $  |
| turnieje z pulą nagród 15 000 $  |
| turnieje z pulą nagród 10 000 $  |

### Gra pojedyncza
|     | Data       | Turniej       | Kat. | ($)     | Naw.   | Finalistka       | Wynik            |
| 1.  | 15/06/2008 | El Paso       | ITF  | 25 000  | twarda | Lauren Albanese  | 6:4, 6:3         |
| 2.  | 06/07/2008 | Boston        | ITF  | 50 000  | twarda | Chan Chin-wei    | 2:6, 6:1, 6:3    |
| 3.  | 05/10/2008 | Troy          | ITF  | 50 000  | twarda | Georgie Stoop    | 7:6(4), 6:4      |
| 4.  | 27/06/2009 | Kristienhamm  | ITF  | 25 000  | ziemna | Réka Luca Jani   | 6:1, 7:5         |
| 5.  | 30/05/2010 | Grado         | ITF  | 25 000  | ziemna | Ana Jovanovic    | 6:7(3), 6:3, 6:4 |
| 6.  | 03/07/2011 | Cuneo         | ITF  | 100 000 | ziemna | Arantxa Rus      | 6:4, 6:3         |
| 7.  | 13/10/2013 | Macon         | ITF  | 25 000  | twarda | Ajla Tomljanović | 6:1, 1:6, 7:5    |
| 8.  | 27/10/2013 | Florence      | ITF  | 25 000  | twarda | Madison Brengle  | 6:2, 4:6, 6:4    |
| 9.  | 03/11/2013 | New Braunfels | ITF  | 50 000  | twarda | Elica Kostowa    | 6:4, 6:4         |
| 10. | 26/01/2014 | Daytona Beach | ITF  | 25 000  | ziemna | Allie Kiick      | 6:1, 6:3         |
| 11. | 21/09/2014 | Albuquerque   | ITF  | 75 000  | twarda | Irina Falconi    | 6:2, 6:4         |